# Джоджуа, Михаил Элевтинович
Михаил Элевтинович Джоджуа (груз. მიხეილ ჯოჯუა; 30 декабря 1925 — 23 сентября 2018) — советский футболист, нападающий, наиболее известен по выступлениям за «Динамо Тбилиси». Мастер спорта СССР (1950).

## Биография
Футбольную карьеру Джоджуа начал в московских клубах «Трудовые резервы» и «Крылья Советов», в составе последнего провёл четыре матча в высшей лиге СССР. 1948 год Джоджуа провёл в тбилисском СКА, а затем перешёл в местное «Динамо», где играл до конца карьеры. В 1951 году он попал в список 33 лучших футболистов сезона в СССР. За период игры в «Динамо» Джоджуа дважды становился серебряным призёром чемпионата и один раз завоёвывал бронзу, всего провёл за клуб 79 матчей, забил 18 голов.
Когда играл в Москве, окончил музыкальный техникум. После завершения футбольной карьеры работал в сфере культуры. Был директором миниатюр и большого концертного зала филармонии, директором фуникулёра, директором Театра киноактёра, директором театра музыкальной комедии. Снимался в художественном фильме Кети Долидзе «Одинокий охотник» (1989).